# Sarangarh (ciutat)
Sarangarhés una ciutat i nagar panchayat al districte de Raigarh a Chhattisgarh. Està situada a 21° 36′ N, 83° 05′ E / 21.6°N,83.08°E i consta al cens del 2001 amb una població de 14.458 habitants. El 1881 tenia
4.220 habitants i el 1901 de 5.227 habitants. Dins la ciutat el temple de Somleswari Devi, construït vers 1745.
Fou capital del principat de Sarangarh.